# Eva Marcille
Eva Marcille Pigford, née le 30 octobre 1984 à Los Angeles en Californie, est une actrice, mannequin et présentatrice de télévision américaine. Elle est surtout connue pour avoir remporté le concours Top Model USA en 2004, ainsi que pour avoir joué le rôle de Tyra Hamilton dans Les Feux de l'amour (2008-2009).

## Biographie
Née à Los Angeles en Californie, Eva est afro-américaine par sa mère et portoricaine par son père. Elle a étudié aux écoles Raymond Avenue Elementary School, Marina Del Rey Middle School et Washington Preparatory High School. Elle est aussi allée à l'université Clark d'Atlanta ; cependant, elle n'y est pas restée longtemps.

## Carrière

### Mannequinat
En 2004, à l'âge de 19 ans, elle a remporté le concours Top Model USA ; elle a donc signé un contrat avec la marque CoverGirl, ainsi qu'avec l'agence de mannequinat Ford. Elle a fait la couverture de nombreux magazines : Brides Noir, Women's Health and Fitness, King, IONA et Essence. Entre 2005 et 2006, elle a également participé à de nombreux défilés. Le 15 novembre 2006, Eva rompt ses contrats avec ses managers Benny Medina et Tyra Banks. Peu après avoir rompu ses contrats, elle change de nom ; en effet, elle décide de se faire appeler "Eva Marcille" et non "Eva Pigford". Elle est actuellement sous contrat avec l'agence L.A. Models.

### Comédie
Eva a joué dans de nombreuses séries : Kevin Hill, Smallville, Tout le monde déteste Chris, The Game, House of Payne ou encore Real Husbands of Hollywood. En parallèle, elle a présenté les émissions de télévision My Model Looks Better Than Your Model et Rip the Runway. Entre 2008 et 2009, elle a joué le rôle de Tyra Hamilton dans 70 épisodes des Feux de l'amour. Elle apparaît en tant que Guest dans le premier épisode de la série Let's Stay Together. Depuis 2021, elle apparait sous les traits de Marylin DeVille, personnage principal de la série 'All the Queen's Men. Elle fait également une apparition en tant que "Madam" dans la série Sistas

## Vie privée
Eva est brièvement sortie avec le joueur de football américain, Kerry Rhodes, de décembre 2005 à mars 2006. 
En 2005, elle fréquente le producteur Nick Cannon.
En juillet 2006, elle commence à fréquenter l'acteur, Lance Gross. Le 24 décembre 2008, ils ont annoncé leurs fiançailles. Cependant, ils se sont séparés en mars 2010, alors qu'ils devaient se marier le 17 juillet 2010,.
Elle a été en couple avec le rappeur, Flo Rida, de juin 2010 à 2012.
En janvier 2013, Eva officialise sa relation avec Kevin McCall. Le 31 janvier 2014, elle a donné naissance à leur premier enfant, une fille prénommée Marley Rae McCall. Cependant ils sont séparés en avril 2014.
Le 7 octobre 2018, elle a épousé Michael Sterling. Quelques mois plus tôt, le 13 avril 2018, le couple a 2 enfants un petit garçon nommé Michael Todd Sterling Jr. et Maverick Sterling. En mars 2023, Eva a demandé le divorce. Le 3 août 2023, leur divorce a été finalisé.